# Boston Celtics 1951-1952
La stagione 1951-52 dei Boston Celtics fu la 6ª nella NBA per la franchigia.
I Boston Celtics arrivarono secondi nella Eastern Division con un record di 39-27. Nei play-off persero la semifinale di division con i New York Knicks (2-1).

## Roster
| N° | Naz.                   | Ruolo | Sportivo       | Anno | Alt. | Peso |
| -- | ---------------------- | ----- | -------------- | ---- | ---- | ---- |
| 11 | Stati Uniti (bandiera) | A     | Chuck Cooper   | 1926 | 196  | 95   |
| 12 | Stati Uniti (bandiera) | GA    | Bob Donham     | 1926 | 188  | 86   |
| 13 | Stati Uniti (bandiera) | AC    | Bob Harris     | 1927 | 201  | 88   |
| 14 | Stati Uniti (bandiera) | G     | Bob Cousy      | 1928 | 185  | 79   |
| 16 | Stati Uniti (bandiera) | C     | John Mahnken   | 1922 | 203  | 100  |
| 17 | Stati Uniti (bandiera) | AC    | Bones McKinney | 1919 | 198  | 84   |
| 18 | Stati Uniti (bandiera) | AC    | Bob Brannum    | 1925 | 196  | 98   |
| 21 | Stati Uniti (bandiera) | G     | Bill Sharman   | 1926 | 185  | 79   |
| 22 | Stati Uniti (bandiera) | AC    | Ed Macauley    | 1928 | 203  | 84   |
| 23 | Stati Uniti (bandiera) | G     | Dick Dickey    | 1926 | 185  | 79   |

## Staff tecnico
- Allenatore: Red Auerbach
- Preparatore atletico: Harvey Cohn